# Initiative Papa Andina
L'Iniciativa Papa Andina (Initiative pour la pomme de terre andine) est un programme de partenariat coordonné par le centre international de la pomme de terre (CIP) destiné à combattre la pauvreté des paysans producteurs de pommes de terre indigènes des hauts plateaux andins de Bolivie, de l'Équateur et du Pérou en développant le marché local. Lancé en 1998, ce programme est soutenu financièrement et techniquement par la Direction du développement et de la coopération (DDC, Suisse), l'Agence néo-zélandaise pour le développement international (en) (NZAID) et la fondation Mcknight.

## Partenaires
Ses partenaires stratégiques nationaux sont la fondation Proinpa (Promoción e Investigación de Productos Andinos) en Bolivie, l'INIAP (Instituto Nacional Autónomo de Investigaciones Agropecuarias del Ecuador) en Équateur et le projet Incopa (Proyecto de Innovación Tecnológica y Competitividad de la Papa en el Perú) au Pérou.